# Герана
Гера́на (др.-греч. Γεράνα), или Ойноя (Эно́я) (др.-греч. Οινόη) — в греческой мифологии женщина из племени пигмеев, в наказание за свою заносчивость превращённая богиней Герой в журавля. В некоторых источниках Герана упоминается как царица пигмеев.

## Мифология
Этот миф наиболее подробно рассказан в эпической поэме Боя. Позднее он излагался Антонином Либералом, Клавдием Элианом, Афинеем и в краткой форме Овидием. Согласно варианту мифа, предложенному Элианом и Афинеем, Герана (в переводе с греческого γεράνα означает журавль) происходила из племени пигмеев и была у них царицей. Соплеменники её безмерно почитали и даже обожествляли, несмотря на то, что она являлась смертной женщиной и не принадлежала к числу богинь. Прельщённая хвалой своего народа, она возгордилась и заявила, что красотой превосходит всех богинь, даже Геру и Артемиду. Разгневанная Гера в наказание за заносчивость превратила её в журавля (согласно Овидию, это случилось после победы Геры в состязании). Обращённая в птицу Герана не только потеряла уважение среди пигмеев, но и была изгнана из племени. С тех пор она ведёт войну со своими бывшими соплеменниками. У Гераны от брака с Никодамантом была дочь Хелона, которая тоже потеряла человеческий облик, превратившись в сухопутную черепаху. Любопытно, что в переводе с греческого Хелона (Χελώνη) как раз и означает черепаха.
Другой вариант мифа приводил Антонин Либерал. Согласно его повествованию, некая девушка из страны пигмеев по имени Эноя не почитала Геру и Артемиду. Выйдя замуж за Никодаманта, она родила сына Мопса. По случаю рождения сына все пигмеи поднесли ей дары. Гера, наблюдавшая за этим, разгневалась и превратила Эною в журавля. Далее события разворачиваются примерно так же, как и в первом варианте мифа: Гера внесла раздор между Эноей и пигмеями, последние изгнали её из племени, между Эноей и её бывшими соплеменниками развязалась война. Иногда она всё же прилетала к своему сыну, но всякий раз пигмеи её прогоняли, забрасывая камнями.
В варианте, изложенном Овидием, имя героини не упоминается, но вкратце рассказывается история о «матери пигмеев» (Pygmaeae matrix), которая была побеждена Герой во время соревнования, превращена в журавля и осуждена вести войну против своего народа.
Гомер в «Илиаде» тоже коротко упоминает о битвах пигмеев с журавлями. По мнению И. В. Шталь, существовала более ранняя эпическая поэма «Гераномахия» («битва с журавлями»), ошибочно приписывавшаяся Гомеру.
В свою очередь, Джозеф Фонтенроуз отождествляет Герану с Ламией.